# Anish Khem
Anish Kumar Khem (ur. 27 sierpnia 1993) – fidżyjski piłkarz grający na pozycji obrońcy w klubie Labasa FC.

## Kariera klubowa

### Nadi FC
Khem grał w Nadi FC do 2016. 11 kwietnia 2016 w meczu Ligi Mistrzów OFC z Kiwi FC (wyg. 4:3) zdobył wszystkie 4 bramki dla swojej drużyny.

### Labasa FC
Khem przeszedł do Labasa FC 1 stycznia 2017. Zadebiutował u nich 4 marca 2017 w meczu ze swoim byłym klubem – Nadi FC (2:2). Pierwszą bramkę zdobył 5 marca 2017 w wygranym 2:0 spotkaniu przeciwko Rakiraki FC. Do Labasa FC wrócił on w 2025.

### Dreketi FC
Khem przeniósł się do Dreketi FC 1 stycznia 2018. Zadebiutował u nich 17 lutego 2018 w meczu ze swoim byłym klubem – Labasa FC (przeg. 1:3), strzelił wtedy też swojego pierwszego gola. Ostatecznie w barwach Dreketi FC wystąpił on 7 razy i zdobył dwie bramki.

### Rewa FC
Khem trafił do Rewa FC 1 stycznia 2019. Zadebiutował u nich 27 stycznia 2019 w meczu z Nasinu FC (wyg. 0:1). Pierwszą bramkę zdobył 17 lutego 2019 w meczu z Nadi FC (przeg. 6:1). Łącznie dla Rewa FC rozegrał on 34 mecze i strzelił 6 goli.

### Suva FC
Khem przeszedł do Suva FC 17 stycznia 2022. Zadebiutował u nich 13 lutego 2022 w meczu z Lautoka FC (wyg. 2:1). Ostatecznie w ich barwach wystąpił 9 razy i nie zdobył żadnej bramki. W 2022 wygrał z nimi Puchar Fidżi.

### Frankston Pines SC
Khem trafił do Frankston Pines SC 1 stycznia 2023. Występował tam do końca 2024.

## Kariera reprezentacyjna
| Mecze i gole w reprezentacji | Mecze i gole w reprezentacji | Mecze i gole w reprezentacji | Mecze i gole w reprezentacji | Mecze i gole w reprezentacji | Mecze i gole w reprezentacji | Mecze i gole w reprezentacji | Mecze i gole w reprezentacji         |
| Fidżi U-23                   | Fidżi U-23                   | Fidżi U-23                   | Fidżi U-23                   | Fidżi U-23                   | Fidżi U-23                   | Fidżi U-23                   | Fidżi U-23                           |
| Lp.                          | Data                         | Miejsce                      | Gospodarz                    | Gość                         | Wynik                        | Gol                          | Rozgrywki                            |
| ---------------------------- | ---------------------------- | ---------------------------- | ---------------------------- | ---------------------------- | ---------------------------- | ---------------------------- | ------------------------------------ |
| 1.                           | 05.08.2016                   | Salvador                     | Korea Południowa U-23        | Fidżi U-23                   | 8:0                          |                              | Letnie Igrzyska Olimpijskie 2016     |
| 2.                           | 07.08.2016                   | Salvador                     | Meksyk U-23                  | Fidżi U-23                   | 5:1                          |                              | Letnie Igrzyska Olimpijskie 2016     |
| 3.                           | 10.08.2016                   | Belo Horizonte               | Niemcy U-23                  | Fidżi U-23                   | 10:0                         |                              | Letnie Igrzyska Olimpijskie 2016     |
| Fidżi                        |                              |                              |                              |                              |                              |                              |                                      |
| Lp.                          | Data                         | Miejsce                      | Gospodarz                    | Gość                         | Wynik                        | Gol                          | Rozgrywki                            |
| 1.                           | 27.06.2016                   | Nadi                         | Fidżi                        | Malezja                      | 1:1                          |                              | Mecz towarzyski                      |
| 2.                           | 24.03.2022                   | Doha                         | Fidżi                        | Papua-Nowa Gwinea            | 1:2                          |                              | Mistrzostwa Świata 2022 – eliminacje |
| 3.                           | 28.03.2022                   | Doha                         | Vanuatu                      | Fidżi                        | 1:2                          |                              | Mecz towarzyski                      |